# Île du Tino
Pour les articles homonymes, voir Tino.
L'île du Tino est une petite île située à l'extrémité occidentale du golfe de La Spezia. Son territoire fait partie de la commune italienne de Porto Venere. Depuis 1997, l'île du Tino ainsi que celles du Tinetto, de Palmaria, Porto Venere et les Cinque Terre ont été admises  au patrimoine mondial de l'UNESCO.

## Description
L'Île du Tino peut être considérée, parmi les trois îles du Golfe, comme l'île intermédiaire autant par ses dimensions que sa position.
Au nord se trouve l'île de Palmaria, la plus étendue, tandis que le sud de l'île est occupé par l'îlot du Tinetto, de dimensions beaucoup plus réduites. Ces îles ne sont pas très éloignées du Tino, situées seulement à quelques dizaines de mètres de celle-ci.
La superficie de l'île est d'environ 0,13 km2, son périmètre atteignant les 2 km.

## Histoire
San Venerio, né sur l'île de Palmaria, saint patron du Golfe de La Spezia, vécut en ermite sur l'île du Tino jusqu'à sa mort en 630. Sur la côte septentrionale de l'île se trouvent encore les restes d'un monastère, sans doute édifié durant le XIe siècle sur les bases d'un sanctuaire antique, construit durant le VIIe siècle sur les lieux où mourut le saint. Au sommet de l'île, se situe un phare.

## Accès
La superficie de l'Île du Tino est entièrement utilisée comme zone militaire. C'est pour cette raison que, jusqu'à peu de temps encore, il n'était possible de visiter l'île que lors de la fête du saint, le 13 septembre. L’île étant un territoire militaire, il est interdit d’y accoster et la navigation à ses abords est très sécurisée et surveillée.

## Sources
- (it) Cet article est partiellement ou en totalité issu de l’article de Wikipédia en italien intitulé « Isola del Tino » (voir la liste des auteurs).